# سبت عين لحناش

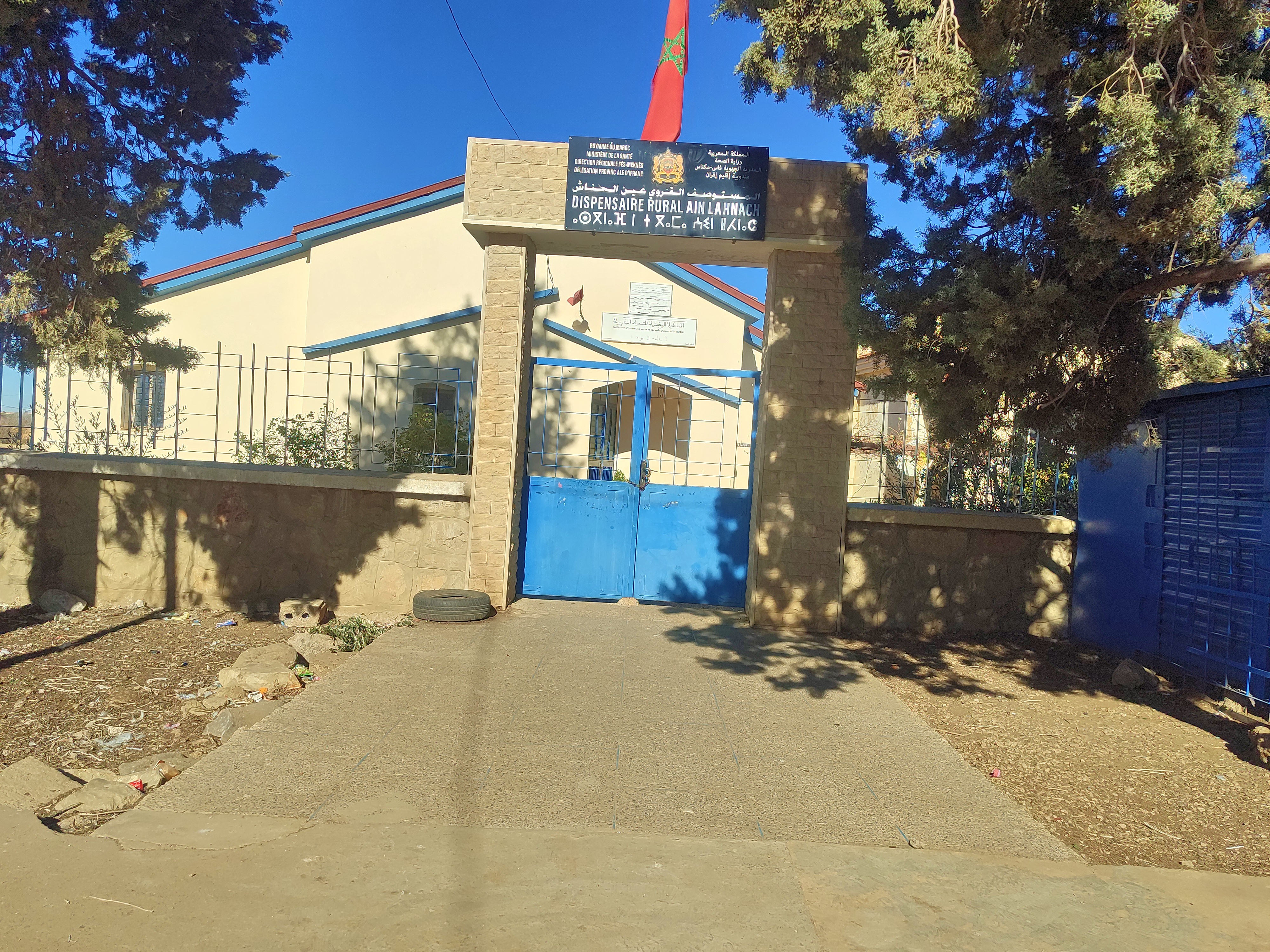
centre de santé Sebt Ain Lahnech

ينتمي مركز سبت عين لحناش Ain Lahnouche,  ⵄⵉⵏ ⵍⵃⵏⵓⵛ للجماعة الترابية تيزيكيت  التي تضم 10692 نسمة نتائج الاحصاء العام للسكان والسكنى لسنة 2014 و هو تابع لإقليم إفران في التقسيم الادراي.

و تتكون سبت عين لحناش من ثلاثة دواوير رئيسية : آيت الزاويت، آيت حماد وآيت حسو ، , و سميت بهذا الاسم :سبت عين لحناش لأن السوق الأسبوعي يقع يوم السبت من كل أسبوع ، و يعد هذا السوق الشريان الرئيسي لاقتصاد المنطقة  ، و عين لحناش نسبة للعين التي توجد بدوار آيت حسو حيث كانت الافاعي  (الأحناش) تخرج للشرب بتلك العين.

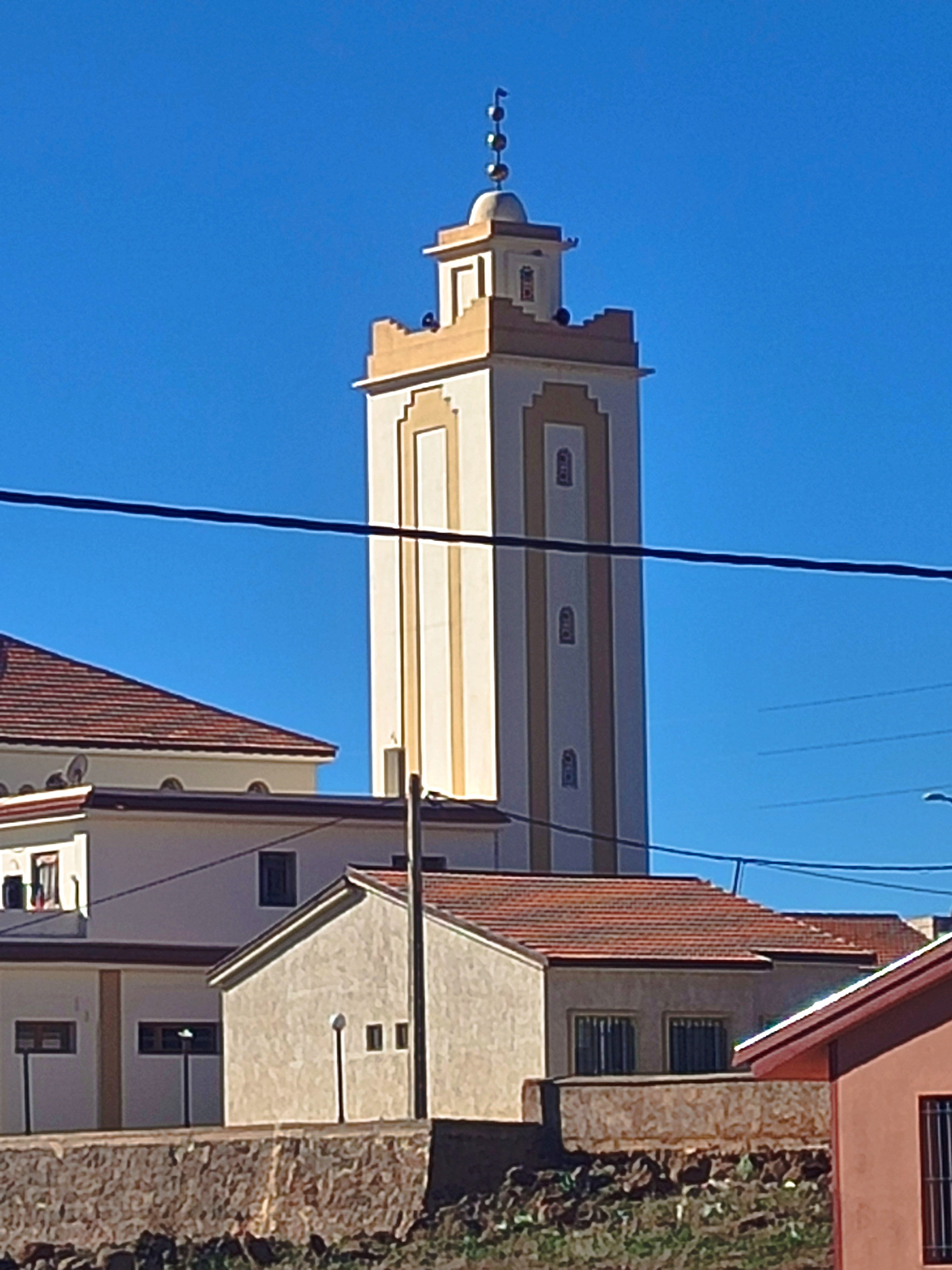

يضم مركز  سبت عين لحناش  مركزا صحيا
و بالنسبة للمؤسسات التعليمية تضم:
مجموعة مدارس عين احناش
ثانوية الأمل الاعدادية